# 泉ヶ丘団地 (合志市)
泉ヶ丘団地（いずみがおかだんち）は、熊本県合志市にある住宅団地であり、熊本市のベッドタウンである。

## 概要
泉ヶ丘団地は、熊本県合志市にある団地である。